# Équipe du Brésil masculine de volley-ball
Cet article traite de l'équipe masculine. Pour l'équipe féminine, voir Équipe du Brésil féminine de volley-ball.
L'Équipe du Brésil de volley-ball est composée des meilleurs joueurs brésiliens sélectionnés par la Confédération brésilienne de volley-ball (CBV). Elle est classée au 3e rang de la FIVB  au 25 juillet 2022.
Les surnoms « seleção » (sélection) ou « auriverdes » (verts et or) sont employés pour désigner cette équipe.

## Sélectionneurs
- 1984-1988 :  Bebeto de Freitas
- 1991-1996 :  José Roberto Guimarães
- 2001-2016 :  Bernardo de Rezende
- 2017-2021 :  Renan Dal Zotto
- 2021- :  Carlos Schwanke

## Sélection actuelle
Effectif retenu pour la Ligue des nations 2024.
| No                                     | Nom                                    | Date de naissance                      | Taille | Poids | Poste                        | Club                         |
| -------------------------------------- | -------------------------------------- | -------------------------------------- | ------ | ----- | ---------------------------- | ---------------------------- |
| 1                                      | Bruno Mossa de Rezende                 | 2 juillet 1986                         | 190    | 76    | Passeur                      | Modène Volley                |
| 2                                      | Lukas Bergmann                         | 25 mars 2004                           | 204    | 89    | Réceptionneur-attaquant      | Vôlei Bauru                  |
| 6                                      | Adriano Xavier                         | 6 février 2002                         | 201    | 83    | Réceptionneur-attaquant      | Brasil VC                    |
| 8                                      | Henrique Honorato                      | 18 mars 1997                           | 190    | 85    | Réceptionneur-attaquant      | Joinville Vôlei              |
| 9                                      | Yoandy Leal Hidalgo                    | 31 août 1988                           | 201    | 107   | Réceptionneur-attaquant      | You Energy Plaisance         |
| 12                                     | Isac Santos                            | 13 décembre 1990                       | 208    | 99    | Central                      | Minas Belo Horizonte         |
| 14                                     | Fernando Kreling                       | 13 janvier 1996                        | 185    | 85    | Passeur                      | Volley Milan                 |
| 16                                     | Lucas Saatkamp                         | 6 mars 1986                            | 209    | 101   | Central                      | Sada Cruzeiro                |
| 17                                     | Thales Hoss                            | 27 avril 1989                          | 190    | 80    | Libero                       | LKPS Lublin                  |
| 18                                     | Ricardo Lucarelli de Souza             | 14 février 1992                        | 196    | 90    | Réceptionneur-attaquant      | You Energy Plaisance         |
| 19                                     | Mauricio Borges Silva                  | 4 février 1989                         | 199    | 99    | Réceptionneur-attaquant      | Brasil VC                    |
| 21                                     | Alan Souza                             | 21 mars 1994                           | 202    | 98    | Attaquant                    | AZS Olsztyn                  |
| 23                                     | Flávio Gualberto                       | 22 avril 1993                          | 200    | 92    | Central                      | Sir Safety Pérouse           |
| 28                                     | Darlan Souza                           | 24 juin 2002                           | 193    | 97    | Attaquant                    | Vôlei Bauru                  |
|                                        |                                        |                                        |        |       |                              |                              |
| Encadrement technique                  | Encadrement technique                  |                                        |        |       | Légende                      | Légende                      |
| Entraîneur : Bernardo Rocha de Rezende | Entraîneur : Bernardo Rocha de Rezende | Entraîneur : Bernardo Rocha de Rezende |        |       | : Capitaine                  | : Capitaine                  |
| Entraîneur(s) adjoint(s) :             | Entraîneur(s) adjoint(s) :             | Entraîneur(s) adjoint(s) :             |        |       | : Joueur blessé actuellement | : Joueur blessé actuellement |

## Palmarès et parcours

### Palmarès
- Jeux olympiques (3)
  - Vainqueur : 1992, 2004, 2016
  - Finaliste : 1984, 2008, 2012
- Championnat du monde (3)
  - Vainqueur : 2002, 2006, 2010
  - Finaliste : 1982, 2014, 2018
- Ligue mondiale (9)*
  - Vainqueur : 1993, 2001, 2003, 2004, 2005, 2006, 2007, 2009, 2010
  - Finaliste : 1995, 2002, 2011, 2013, 2014, 2016, 2017
- Ligue des nations (1)
  - Vainqueur : 2021
- Coupe du monde (3)
  - Vainqueur : 2003, 2007, 2019
  - Troisième : 2011
- World Grand Champions Cup (4)*
  - Vainqueur : 1997, 2005, 2009, 2013
  - Finaliste : 1993, 2001
- Championnat d'Amérique du Sud (33)*
  - Vainqueur : 1951, 1956, 1958, 1961, 1962, 1967, 1969, 1971, 1973, 1975, 1977, 1979, 1981, 1983, 1985, 1987, 1989, 1991, 1993, 1995, 1997, 1999, 2001, 2003, 2005, 2007, 2009, 2011, 2013, 2015, 2017, 2019, 2021
- Jeux panaméricains (4)*
  - Vainqueur : 1963, 1983, 2007, 2011
  - Finaliste : 1959, 1967, 1975, 1979, 1991, 1999
- Copa America (3)*
  - Vainqueur : 1998, 1999, 2001
  - Finaliste : 2000, 2005, 2007, 2008
- Coupe panaméricaine (2)
  - Vainqueur : 2011, 2013

(*)5.Records

### Parcours

#### Jeux olympiques
| - 1964 : 7e - 1968 : 9e - 1972 : 8e - 1976 : 7e - 1980 : 5e - 1984 : Finaliste - 1988 : 4e - 1992 : Vainqueur - 1996 : 5e - 2000 : 6e | - 2004 : Vainqueur - 2008 : Finaliste - 2012 : Finaliste - 2016 : Vainqueur - 2020 : 4e |

#### Championnats du monde
| - 1949 : non participant - 1952 : non participant - 1956 : 11e - 1960 : 5e - 1962 : 10e - 1966 : 13e - 1970 : 12e - 1974 : 10e - 1978 : 6e - 1982 : Finaliste | - 1986 : 4e - 1990 : 4e - 1994 : 5e - 1998 : 4e - 2002 : Vainqueur - 2006 : Vainqueur - 2010 : Vainqueur - 2014 : Finaliste - 2018 : Finaliste |

#### Championnat d'Amérique du Sud
| - 1951 : Vainqueur - 1956 : Vainqueur - 1958 : Vainqueur - 1961 : Vainqueur - 1962 : Vainqueur - 1964 : non participant - 1967 : Vainqueur - 1969 : Vainqueur - 1971 : Vainqueur - 1973 : Vainqueur | - 1975 : Vainqueur - 1977 : Vainqueur - 1979 : Vainqueur - 1981 : Vainqueur - 1983 : Vainqueur - 1985 : Vainqueur - 1987 : Vainqueur - 1989 : Vainqueur - 1991 : Vainqueur - 1993 : Vainqueur | - 1995 : Vainqueur - 1997 : Vainqueur - 1999 : Vainqueur - 2001 : Vainqueur - 2003 : Vainqueur - 2005 : Vainqueur - 2007 : Vainqueur - 2009 : Vainqueur - 2011 : Vainqueur - 2013 : Vainqueur | - 2015 : Vainqueur - 2017 : Vainqueur - 2019 : Vainqueur - 2021 : Vainqueur |

#### Ligue mondiale
| - 1990 : 3e - 1991 : 5e - 1992 : 5e - 1993 : Vainqueur - 1994 : 3e - 1995 : Finaliste - 1996 : 5e - 1997 : 4e - 1998 : 5e - 1999 : 3e | - 2000 : 3e - 2001 : Vainqueur - 2002 : Finaliste - 2003 : Vainqueur - 2004 : Vainqueur - 2005 : Vainqueur - 2006 : Vainqueur - 2007 : Vainqueur - 2008 : 4e - 2009 : Vainqueur | - 2010 : Vainqueur - 2011 : Finaliste - 2012 : 6e - 2013 : Finaliste - 2014 : Finaliste - 2015 : 5e - 2016 : Finaliste - 2017 : Finaliste |

#### Ligue des nations
| - 2018 : 4e - 2019 : 4e - 2021 : Vainqueur - 2022 : 8e |

#### Coupe du monde
| - 1965 : non participant - 1969 : 6e - 1977 : 8e - 1981 : 3e - 1985 : 4e - 1989 : 5e - 1991 : 6e - 1995 : 3e - 1999 : 5e - 2003 : Vainqueur | - 2007 : Vainqueur - 2011 : 3e - 2015 : non participant - 2019 : Vainqueur |

#### World Grand Champions Cup
| - 1993 : Finaliste - 1997 : Vainqueur - 2001 : Finaliste - 2005 : Vainqueur - 2009 : Vainqueur - 2013 : Vainqueur - 2017 : Vainqueur |

#### Jeux Pan-Américains
| - 1955 : 3e - 1959 : Finaliste - 1963 : Vainqueur - 1967 : Finaliste - 1971 : 3e - 1975 : Finaliste - 1979 : Finaliste - 1983 : Vainqueur - 1987 : 3e - 1991 : Finaliste | - 1995 : 7e - 1999 : Finaliste - 2003 : 3e - 2007 : Vainqueur - 2011 : Vainqueur - 2015 : Finaliste - 2019 : 3e |

#### Copa America
| - 1998 : Vainqueur - 1999 : Vainqueur - 2000 : Finaliste - 2001 : Vainqueur - 2005 : Finaliste - 2007 : Finaliste - 2008 : Finaliste |

#### Coupe panaméricaine
| - 2006 : Non participant - 2007 : Non participant - 2008 : Non participant - 2009 : Non participant - 2010 : 4e - 2011 : Vainqueur - 2012 : 4e - 2013 : Vainqueur - 2014 : Non participant - 2015 : Vainqueur | - 2016 : Non participant - 2017 : Non participant - 2018 : Finaliste - 2019 : Non participant - 2021 : Non participant - 2022 : 8e |

## Joueurs majeurs

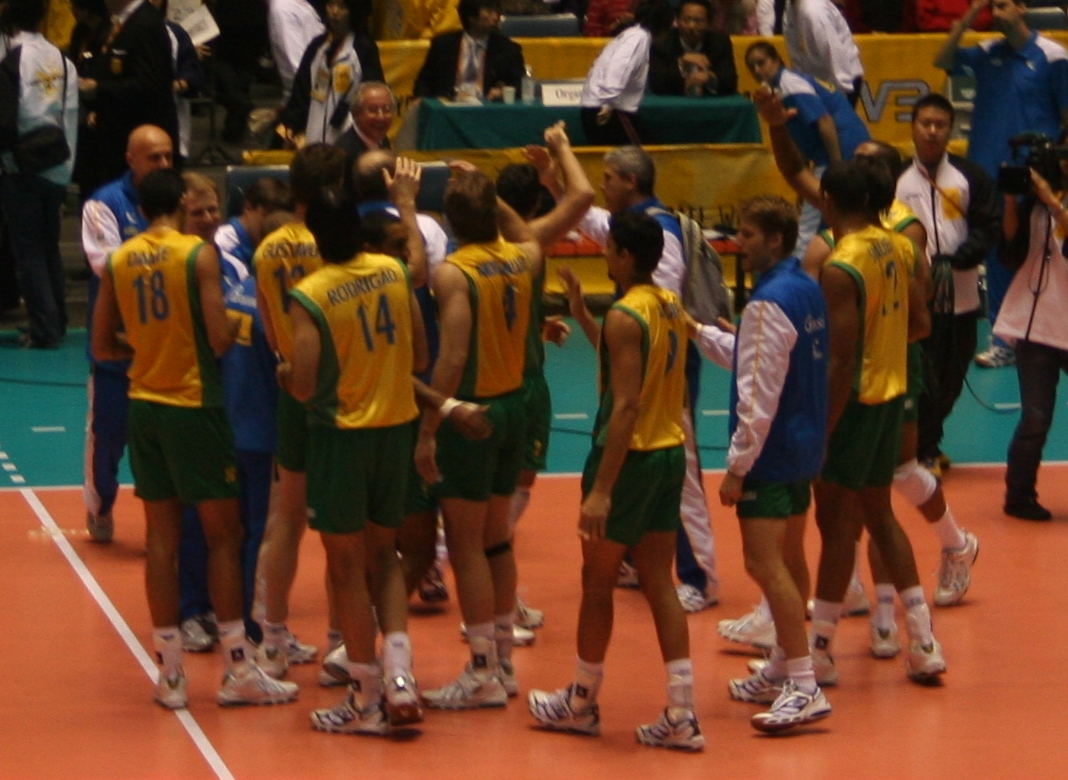
Championnat du monde de volley-ball masculin 2006 au Japon

- Nalbert Betancourt
- Gustavo Endres
- Giba
- Dante Amaral